# Amos Kollek
Pour les articles homonymes, voir Kollek.
Amos Kollek (hébreu : עמוס קולק) est un réalisateur et scénariste israélien né le 15 septembre 1947 à Jérusalem (alors en Palestine mandataire), et travaillant à New York (États-Unis)

## Biographie
Amos Kollek est le fils de Teddy Kollek, maire de Jérusalem de 1965 à 1993. Après son service militaire (1965-1968), il poursuit des études et obtient un diplôme de philosophie et de psychologie à l'université hébraïque de Jérusalem en 1971.
Il commence ensuite à écrire des articles pour la presse israélienne et également pour le New York Times ou Die Zeit, parallèlement il publie plusieurs livres dont le seul qui ait été traduit en français semble être le premier : Ne me demandez pas si j’aime (1971). En 1979, il adapte son premier roman pour le cinéma : cela donnera World apart, film tourné en Israël par Barbara Noble.
En 1985 il réalise son premier film Goodbye New York.
Il tourne ensuite Prise (Forever, Lulu), High Stakes, Trois semaines à Jérusalem (Double Edge) et Whore 2.
C’est en 1997 avec Sue perdue dans Manhattan, premier de ses films à être distribué en salles en France, qu’Amos Kollek va toucher un public plus large. Le film dans lequel joue Anna Thomson est présenté et très remarqué au festival international du film de Toronto, au Festival du cinéma américain de Deauville et au festival de Berlin.
En 1998 il retrouve Anna Thomson pour Fiona, avec laquelle il tourne également son film suivant Fast Food, Fast Women, film moins sombre que les précédents, qui obtient le Prix œcuménique au festival de Cannes.
L’année suivante Amos Kollek tourne Queenie in Love, comédie avec Valérie Geffner, avant de retrouver Anna Thomson pour Bridget qui clôt la trilogie initiée avec Sue.
En 2003 sort Happy End avec Audrey Tautou et Jennifer Tilly.

## Filmographie

### Réalisateur

#### Longs métrages
- 1985 : Goodbye New York
- 1987 : Prise (Forever, Lulu)
- 1989 : High Stakes
- 1992 : Trois semaines à Jérusalem (Lahav Hatzui)
- 1993 : Five Girls
- 1994 : Whore 2
- 1996 : Teddy Kollek (documentaire)
- 1997 : Sue perdue dans Manhattan (Sue)
- 1999 : Fiona
- 2000 : Fast Food, Fast Women
- 2001 : Queenie in Love
- 2002 : Bridget
- 2003 : Happy End (Nowhere to Go But Up)
- 2008 : Dans la nuit (Restless)
- 2010 : L.L.
- 2011 : Chronicling a crisis (documentaire)

#### Courts et moyens métrages
- 2000 : Angela
- 2002 : Une gloire amère (documentaire)[1]
- 2003 : Music

### Scénariste
- 1979 : World apart

### Sur Amos Kollek
- Ne me demandez pas si j'aime, documentaire allemand d'Eva Kammerer, 2000

### Ouvrages écrits par Amos Kollek
- Ne me demandez pas si j’aime, 1971 (sorti en France chez Stock)
- After they hang him, 1977
- Approximately Clint Eastwood, 1995

### Scénarios
- Fiona, 00h00 - Arte Éditions, 1999
- Bridget, 00h00 – Arte Éditions, 2002